# Fried Manders

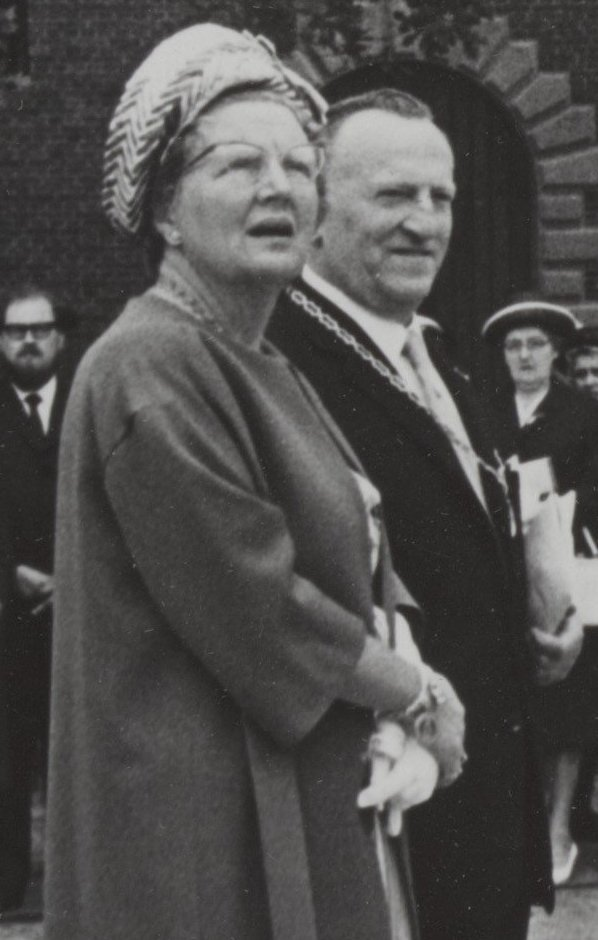
Koningin Juliana en burgemeester G.J.A. Manders (1964)

Godefridus Johannes Alphonsus (Fried) Manders (Princenhage, 25 augustus 1901 – Breda, 3 februari 1978) was een Nederlands politicus van de KVP.
Hij werd geboren als zoon van Godefridus Johannes Manders (1851-1919; boekhouder) en Maria van Lieshout (1862-1940). Hij volgde in 1927 de kort daarvoor overleden P. Wolsky op als  gemeente-ontvanger bij de gemeente Princenhage. Daarnaast was hij reserve-officier; ten tijde van de Duitse inval van mei 1940 was hij reserve-kapitein. Er waren vergevorderde plannen om de gemeente Princenhage op te heffen en daaraan voorafgaand werd hij in februari 1941 de burgemeester van Leende. Vanaf juli 1943 was hij daarnaast enkele maanden waarnemend burgemeester van Budel. In 1944 weigerde hij, net als enkele andere Noord-Brabantse burgemeesters om inwoners van zijn gemeente aan te wijzen voor voor het maken van verdedigingswerken op het eiland Walcheren. Zij moesten zich in juli 1944 melden bij het bureau van de Beauftragte Heinrich Sellmer in Vught. Degene die bleven weigeren, waaronder Manders, werden geïnterneerd in Kamp Vught. Op 5 september 1944 (Dolle Dinsdag) werd hij per trein op transport gesteld naar het concentratiekamp Sachsenhausen. Begin 1945 kwam hij via onder andere Bergen-Belsen in Neuengamme. Toen dat concentratiekamp eind april 1945 ontruimd moest worden vanwege het naderen van de geallieerde legers werd hij met vele andere gevangen gestuurd naar schepen in de Lübecker Bocht. Duizenden gevangenen zijn in mei 1945 omgekomen toen Engelse bommenwerpers schepen die zich daar bevonden (zoals Cap Arcona) bombardeerden. Manders overleefde alle verschrikkingen en het lukte hem om naar Leende terug te keren. In 1944 was hij ontslagen als burgemeester maar in augustus 1945 werd hij benoemd tot waarnemend burgemeester van Leende en het jaar erop was hij daar weer burgemeester. In 1947 volgde zijn benoeming tot burgemeester van Zundert. Daarnaast was hij dijkgraaf van het Hoogheemraadschap van de Mark en Dintel en lid van Provinciale Staten van Noord-Brabant. Vanwege zijn benoeming tot Gedeputeerde midden 1966 wordt hem ontslag verleend als burgemeester van Zundert. Vier jaar later stelde hij zich niet meer herkiesbaar en ging hij met pensioen. Begin 1978 overleed Manders op 76-jarige leeftijd.